# Libnotes (Metalibnotes) persetosa decemsetosa
Libnotes (Metalibnotes) persetosa decemsetosa is een ondersoort van de tweevleugelige Libnotes (Metalibnotes) persetosa uit de familie steltmuggen (Limoniidae). De ondersoort komt voor in het Australaziatisch gebied.